# Take Me Home (1928)
Take Me Home é o título de um filme mudo de comédia de 1928 produzido pela Famous Players-Lasky e distribuído pela Paramount Pictures, com direção de Marshall Neilan e estrelado por Bebe Daniels e Neil Hamilton.
É considerado um filme perdido.

## Elenco
- Bebe Daniels como Peggy Lane
- Neil Hamilton como David North
- Lilyan Tashman como Derelys Devore
- Doris Hill como Alice Moore
- Joe E. Brown como Bunny
- Ernie Wood como Al Marks
- Marcia Harris como Senhora
- Yvonne Howell como Elsie
- Janet MacLeod como Betty
- J. W. Johnston como o Produtor